# Matrix
 For alternative betydninger, se Matrix (flertydig). (Se også artikler, som begynder med Matrix)
 Ikke at forveksle med matrice.
En matrix (flertal matricer) er indenfor matematikken en kvadratisk eller rektangulær tabel af elementer, typisk tal, som gives definerede matematiske egenskaber.
Et eksempel på en rektangulær 2×3 matrix (2 'rækker' og 3 'søjler') som har 6 indgange (elementer) ser således ud:
{\displaystyle H={\begin{pmatrix}3&8&2\\4&9&7\end{pmatrix}}.}
Der er et antal rækker og et antal søjler af elementer i en matrix, normalt mindst en række og en søjle, i hvilket tilfælde man ville kalde det en skalar. Ved at organisere tal i en simpel struktur kan man behandle mange tal så at sige en gros ikke bare addere og gange dem, men man kan lettere udlede forskellige egenskaber tallene imellem. Man kan opstille formler med matricer som er meget lettere at forstå end mange uoverskuelige ligninger.

## Introduktion
Denne artikel gennemgår nogle af de mere elementære egenskaber og brug af matricer. Men som motivation til at interessere sig for og forstå matricer introduceres de her.
Matricer blev vistnok i Europa brugt først af Gottfried Leibniz in 1693; men hovedsagelig til løsning af lineære ligninger hvilket også Gauss og Leibnitz gjorde..Cauchy var den første, der brugte en 3×3 matrix i forbindelse med spændinger i materialer. Først i begyndelsen af forrige århundrede kom der gang i brugen af matricer. Et kuriosum er, at Werner Heisenberg, som opfandt matrix-formuleringen af kvantemekanikken i 1925, ikke vidste, hvordan man ganger to matricer med hinanden.[kilde mangler] Noget, der er helt utænkelig i dag, og som læres allerede på højere gymnasieniveau. I dag bruges de næsten overalt og de er uundværlige indenfor ingeniørvidenskaberne, den klassiske og moderne fysik, kemien, optikken, elektromagnetisme, computergrafik, sandsynlighedsteori, differential- og integralregning, i kvantemekanikken og mange andre steder.
Kvadratform matricer er en særlig interessant kategori af matricer. Der findes en enhedsmatrix I, som gange med en vilkårlig kvadratform matrix A giver A som resultat A I = I A = A. også, forudsat A's inverse matrix eksisterer, A -1  A = A A -1  =I, og (A -1 ) -1  =A. Det gælder ikke generelt at A B = B A (matrixmultiplikation er ikke kommutativ). Man skal derfor sikre at man multiplicerer fra den rigtige side, Højre eller venstre multiplikation. Alle elementerne forskellig fra nul i en enhedsmatrix befinder sig i hoveddiagonalen:
En 2×2 enhedsmatrix {\displaystyle I={\begin{pmatrix}1&0\\0&1\end{pmatrix}}}
Siden matricer kan ganges med hinanden og med sig selv kan de også være eksponenter, her i matrix versionen af Eulers berømte ligning
{\displaystyle e^{{\begin{pmatrix}0&1\\-1&0\end{pmatrix}}\pi }=-I}
En matrixligning A X = B kan løses ved at multiplicere med A -1  på venstre side A -1  A X = A -1  B ⇒ I X = A -1  B ⇒ X = A -1  B. Det kan kun lade sig gøre når A er en regulær matrix. Det er ikke altid det mest effektive, fordi det koster tid at finde en matrix invers. Computerprogrammer der løser matrixligninger anvender afhængigt af anvendelsen mange forskellige strategier for at opnå en god effektivitet.
Matricer er ofte sparsomme. Sparsomme matricer er defineret som matricer hvor halvdelen af indgangene (elementerne) er nul. En sådan matrix kan fx indeholde en million indgange, men kun 1 procent er forskellig fra nul. Det forårsager et stort spild af tid og hukommelse hvis man bare forsøger at behandle dem som almindelige matricer. En af de mange måder at lagre sparsomme matricer på er ved kun at lagre værdierne, der er forskellig fra nul med deres koordinater i matricen. Disse matricer kan fx opstå ved beskrivelse af grafer.
Båndmatricer, hvor indgangene grupperer sig omkring hoveddiagonalen, forekommer ved numerisk løsning af partielle differentialligninger hvor relationerne mellem indgangene er lokal. Dette opstår fx for en numerisk løsning til en partiel differentialligning, ved projektion af den teoretisk korrekte løsning på et valgt manifold Galerkin-metoden.
Uendelige matricer findes indenfor planetteori og atomteori.
En anden type matrixligninger, som bruges inden for mange områder, er A X = kX, hvor k er en skalar (konstant) og X en søjlevektor. k kaldes en egenværdien til A og X kaldes egenvektoren til k. Der er højst n forskellige egenværdier hvis matricen er en nxn Matrix. Man finder : A X = k I X ⇒ ( A - k I) X = 0, (X antaget forskellig fra 0). Tallet k er en egenværdi hvis og kun hvis matricen ( A - k I) er singulær, det modsatte af regulær. Det vil sige at determinaten det(A - k I ) er lig nul. Man får en ligning af nte grad i k og der er altså n løsninger (i der komplekse rum) ifølge algebraens fundamentalsætning.
En speciel type matricer har kun reelle egenværdier det er symmetriske kvadratform matricer og Hermitiske matricer opkaldt efter Charles Hermite som i 1855 demonstrerede at disse matricer ligesom de reelle symmetriske matricer har reelle egenværdier. Disse matricer bruges inden for kvanteteorien som Observable (da?).

## Definition
En matrix er en rektangulær tabel af tal eller andre matematiske objekter for hvilke operationerne addition og multiplikation er defineret. Mest almindeligt er en matrix over de reelle tal R, indeholdende reelle tal eller en matrix over de komplekse tal C indeholdende komplekse tal. De tilsvarende matricer kaldes reelle eller komplekse.
Dimensionen af en matrix er produktet af antallet af indgange i søjlerne og indgange i rækkerne. En matrix A med m rækker og n søjler kaldes en m x n matrix m-gange-n-matrix" og for en reel matrix A ∈ R{mxn} eller om man vil Matm,n(R). En matrix med det samme antal søjler og rækker har kvadratisk form. Matricer som består af kun en søjle eller en række kaldes ofte en vektor, nærmere betegnet en søjlevektor eller en række vektor. Når man ganger to matricer tager man en række i fra den første og en søjle j fra den anden og ganger dem, resultatet er et tal/objekt der skal placeres i resultat matricen i indgang (i,j). Rækken i og søjlen j skal have samme antal indgange.
En matrix med uendelig mange rækker eller søjler kaldes en uendelig matrix og en matrix uden elementer kaldes en tom matrix.
Man skal sikre at objekterne (indgangene) i matricerne kan udføre de operationer som matricer kan udføre.

## Notation
Som ovenfor betegnes matricer typisk med kapitæler, med to streger under eller over: {\displaystyle {\overline {\overline {A}}},{\underline {\underline {A}}},\mathbf {A} }. Et enkelt tal i en matrix A kaldes en indgang i A. Mængden af alle m×n-matricer, hvor alle indgange ligger i en ring R, betegnes Matm,n(R). Vores matrix H fra før ligger således i Mat2,3(R), hvor R her skal betyde de reelle tal. (H kan dog også opfattes som liggende i Mat2,3(Z) eller Mat2,3(C) for den sags skyld.) Skrivemåden Matn(R) er en forkortelse for Matn,n(R).
For en vektor v ∈ Rn er det typisk underforstået, at v1, v2, ..., vn betegner indgangene i/koordinaterne for v. På samme måde er det typisk underforstået for en matrix A, at aij betegner indgangen i den i'te række og j'te søjle. Således er h21 = 4 og h13 = 2, hvis H er vores matrix fra før. Man kalder generelt aij for den ij'te indgang i A. Ofte ser man også skrivemåden Aij for den ij'te indgang i A. En helt generel matrix A ∈ Matm,n(R) kan således skrives op som
{\displaystyle A={\begin{pmatrix}a_{11}&a_{12}&\ldots &a_{1n}\\a_{21}&a_{22}&\ldots &a_{2n}\\\vdots &\vdots &\ddots &\vdots \\a_{m1}&a_{m2}&\ldots &a_{mn}\end{pmatrix}}} = {\displaystyle {\begin{bmatrix}a_{11}&a_{12}&\ldots &a_{1n}\\a_{21}&a_{22}&\ldots &a_{2n}\\\vdots &\vdots &\ddots &\vdots \\a_{m1}&a_{m2}&\ldots &a_{mn}\end{bmatrix}}.}
Dette skrives kort A = (aij), A ∈ Matm,n(R). Denne notation udnyttes ofte på det groveste til at angive matricer. Man kan fx først skrive, hvad alle bij skal være, og derefter skrive "..og lad så B være matricen (bij)". En lignende måde er at definere en funktion f: I×J → R, hvor I = {1, 2, ..., m} og J = {1, 2, ..., n}, og så skrive "..og lad nu B være matricen (f(i,j))". Her skal B altså forstås som matricen, hvis ij'te indgang har værdien f(i,j).

## Matrixalgebra

### Matrixaddition
Ligesom vektorer i Rn lægges matricer også sammen koordinatvis. Dvs., at hvis
{\displaystyle G={\begin{pmatrix}-3&2&-3\\0&-8&7\end{pmatrix}},}
og H stadig er vores matrix fra før, så er
{\displaystyle H+G={\begin{pmatrix}3&8&2\\4&9&7\end{pmatrix}}+{\begin{pmatrix}-3&2&-3\\0&-8&7\end{pmatrix}}={\begin{pmatrix}0&10&-1\\4&1&14\end{pmatrix}}.}
Bruger man den korte notation fra før, kan dette altså generelt skrives A + B = (aij + bij). Det giver dog kun mening, hvis A og B har samme dimension, og aij + bij er defineret. Altså er A + B kun defineret for A og B i samme mængde Matm,n(R). Det svarer helt til, at det ikke umiddelbart giver mening, at lægge vektoren (3, 5) til (4, 5, 7).
Ligesom for vektorer gælder det også for matricer, at addition er associativt og kommutativt. Altså
- (A + B) + C = A + (B + C) for alle A, B, C ∈ Matm,n(R),
- A + B = B + A for alle A, B ∈ Matm,n(R).

Mht. matrixaddition findes der også et neutralt element, nemlig nul-matricen, som er den matrix, der har 0 på alle indgange. Lad os kalden den N. Nu gælder altså
- A + N = N + A = A for alle A ∈ Matm,n(R).

Her skal N selvfølgelig have dimension m×n for udtrykket giver mening. Nulmatricen N er altså selv et element i Matm,n(R).
Altså udgør (Matm,n(R), +) en abelsk gruppe.

### Skalarmultiplikation
Ligesom addition fungerer skalarmultiplikation også på stort set samme måde for matricer, som vektorer i Rn. Alle indgangene i en matrix ganges med den givne skalar. Altså for A ∈ Matm,n(R) og r ∈ R er rA = (raij). For vores gode gamle H er fx
{\displaystyle 2H={\begin{pmatrix}2\cdot 3&2\cdot 8&2\cdot 2\\2\cdot 4&2\cdot 9&2\cdot 7\end{pmatrix}}={\begin{pmatrix}6&16&4\\8&18&14\end{pmatrix}}.}
Ligesom for vektorer gælder disse tre regler også for matricer:
- (rs)A = r(sA) for alle r, s ∈ R og A ∈ Matm,n(R).
- r(A + B) = rA + rB for alle r ∈ R og A, B ∈ Matm,n(R).
- (r + s)A = rA + sA for alle r, s ∈ R og A ∈ Matm,n(R).

### Matrixmultiplikation
Matrixmultiplikation er derimod en smule mere kompliceret. For A ∈ Matm,n(R) og B ∈ Matn,l(R) vil produktet AB ∈ Matm,l(R), og det er defineret ved
{\displaystyle AB=(\sum _{k=1}^{n}a_{ik}b_{kj})}.
Dette vil formentlig forvirre selv de skarpeste læsere (der ikke allerede kender til matrixmultiplikation), så her kommer straks et eksempel. Lad nu
{\displaystyle G={\begin{pmatrix}-3&2\\5&4\\3&0\end{pmatrix}}.}
Så er
{\displaystyle HG={\begin{pmatrix}3&8&2\\4&9&7\end{pmatrix}}{\begin{pmatrix}-3&2\\5&4\\3&0\end{pmatrix}}}
{\displaystyle ={\begin{pmatrix}3\cdot (-3)+8\cdot 5+2\cdot 3&3\cdot 2+8\cdot 4+2\cdot 0\\4\cdot (-3)+9\cdot 5+7\cdot 3&4\cdot 2+9\cdot 4+7\cdot 0\end{pmatrix}}}
{\displaystyle ={\begin{pmatrix}37&38\\54&44\end{pmatrix}}.}
Produktet af en m×n-matrix A og en p×q-matrix B er altså kun defineret, hvis n = p. Hvis det er tilfældet, bliver matricen AB således en m×q-matrix.
Et vigtigt specialtilfælde er tilfældet, hvor A er en 1×n-matrix, og B er en n×1-matrix. Her bliver produktet AB en 1×1-matrix, eller med andre ord en skalar. Hvis man nu tænker på A som "en vektor, der ligger ned", og på B som "en vektor, der står op", så svarer AB netop til prikproduktet af de to vektorer. Fx
{\displaystyle {\begin{pmatrix}1&2&3\end{pmatrix}}{\begin{pmatrix}5\\7\\-10\end{pmatrix}}=1\cdot 5+2\cdot 7+3\cdot (-10)=-11.}
En 1×n-matrix kaldes også en rækkevektor, og en n×1-matrix kaldes en søjlevektor. Dette giver os en lidt lettere måde at tænke på det generelle matrixprodukt. Forestiller man sig en m×n-matrix A, som m rækkevektorer "lagt oven på hinanden", og en n×l-matrix B som l søjlevektorer "stillet side om side", så er
{\displaystyle AB={\begin{pmatrix}-&\mathbf {a} _{1}&-\\-&\mathbf {a} _{2}&-\\&\vdots &\\-&\mathbf {a} _{m}&-\end{pmatrix}}{\begin{pmatrix}\vert &\vert &&\vert \\\mathbf {b} _{1}&\mathbf {b} _{2}&\ldots &\mathbf {b} _{l}\\\vert &\vert &&\vert \end{pmatrix}}={\begin{pmatrix}\mathbf {a} _{1}\bullet \mathbf {b} _{1}&\mathbf {a} _{1}\bullet \mathbf {b} _{2}&\ldots &\mathbf {a} _{1}\bullet \mathbf {b} _{l}\\\mathbf {a} _{2}\bullet \mathbf {b} _{1}&\mathbf {a} _{2}\bullet \mathbf {b} _{2}&\ldots &\mathbf {a} _{2}\bullet \mathbf {b} _{l}\\\vdots &\vdots &\ddots &\vdots \\\mathbf {a} _{m}\bullet \mathbf {b} _{1}&\mathbf {a} _{m}\bullet \mathbf {b} _{2}&\ldots &\mathbf {a} _{m}\bullet \mathbf {b} _{l}\end{pmatrix}}.}
En vigtig egenskab ved matrixmultiplikation er, at selvom A, B ∈ Matn(R) er kvadratiske matricer, så er AB ikke nødvendigvis det samme som BA. Altså er matrixmultiplikation ikke kommutativt. Når man regner med matricer, bliver man derfor nødt til at være meget striks med, på hvilken side man ganger en matrix på. Kommer man til at bytte om, kan det for det første ske, at det slet ikke er defineret, og for det andet kan det give et helt andet resultat.
Følgende regneregler kan vises for matrixmultiplikation:
- r(AB) = A(rB) for alle r ∈ R, A ∈ Matm,n(R) og B ∈ Matn,l(R).
- (AB)C = A(BC) for alle A ∈ Matk,l(R), B ∈ Matl,m(R) og C ∈ Matm,n(R) (associativitet).
- A(B + C) = AB + AC for alle A ∈ Matm,n(R) og B, C ∈ Matn,l(R).
- (A + B)C = AC + BC for alle A, B ∈ Matm,n(R) og C ∈ Matn,l(R).

For de to sidste regler siger man, at matrixmultiplikation distribuerer over addition.
Hvis R indeholder et et-element 1 (det der svarer til 1 i både de hele, rationelle, reelle og komplekse tal), altså hvis R er en enhedsring, så kaldes matricen In ∈ Matn(R),
{\displaystyle I_{n}={\begin{pmatrix}1&0&\ldots &0\\0&1&\ldots &0\\\vdots &\vdots &\ddots &\vdots \\0&0&\ldots &1\end{pmatrix}},}
den n-dimensionelle identitetsmatrix. Ofte udelades det lille n, da det typisk giver sig selv hvilken dimension I skal have, før et udtryk giver mening. Identitetsmatricen er det neutrale element mht. matrixmultiplikation af kvadratiske matricer. Altså
- AI = IA = A for alle A ∈ Matn(R).

Parret (Matn(R), ⋅ ) udgør derfor et monoid.

### Transponering
En transponering er en operation, der foretages på en matrix. Når en matrix transponeres ændres tallene placeringen, således at deres rækkenummer bliver kolonnenummeret, og kolonnenummeret bliver rækkenummeret. Hvis man har en matrix givet ved
{\displaystyle A={\begin{pmatrix}a_{11}&a_{12}&\ldots &a_{1n}\\a_{21}&a_{22}&\ldots &a_{2n}\\\vdots &\vdots &\ddots &\vdots \\a_{m1}&a_{m2}&\ldots &a_{mn}\end{pmatrix}}.}
Kommer den transponerede matrix til at være givet ved
{\displaystyle A^{T}={\begin{pmatrix}a_{11}&a_{12}&\ldots &a_{1m}\\a_{21}&a_{22}&\ldots &a_{2m}\\\vdots &\vdots &\ddots &\vdots \\a_{n1}&a_{n2}&\ldots &a_{nm}\end{pmatrix}}.}
Hvis antallet af rækker er forskelligt fra antallet af kolonner, vil operationen ændre matricens dimensioner. Dette kan vises med nedenstående eksempel:
{\displaystyle {\begin{pmatrix}1&2\\3&4\\5&6\\7&8\end{pmatrix}}^{T}={\begin{pmatrix}1&3&5&7\\2&4&6&8\end{pmatrix}}}

### Matricer og vektorer
Når man regner med matricer, opfatter man typisk vektorer som n×1-matricer; altså søjlevektorer med andre ord. Hvis A ∈ Matm,n(R) og v ∈ Rn, er produktet Av altså blot et specialtilfælde af matrixmultiplikation.
Vil man gange vektoren v ∈ Rm på venstre side af A ∈ Matm,n(R), bliver man derfor nødt til først at "lægge v ned". Dette skrives vT eller v* (se hvorfor under transponering), og også her er produktet vTA blot et specialtilfælde af matrixmultiplikation.

## Særlige matricer
Flere forskellige kategorier af matricer kan være praktiske at kende:
- kvadratisk matrix - matrix med lige så mange rækker som kolonner, dvs. n×n-matricer
- symmetrisk matrix - kvadratisk matrix, hvor den transponerede matrix ikke er forskellige fra den u-transponerede matrix. Dette kan skrives:

{\displaystyle A=A^{T}}
- anti-symmetrisk matrix - kvadratisk matrix der kan ændrer fortegn ved transponering. Det kan skrives:

{\displaystyle A=-A^{T}}
- diagonalmatrix - kvadratisk matrix hvor alle elementerne uden for diagonalen er lig med nul
- identitetsmatrix I - diagonalmatrix hvor alle diagonale elementer er lig med 1. Når matrix-multiplikation er mulig, gælder det, at:

{\displaystyle AI=IA}

## Om matricer

### Matricer som et vektorrum
Hvis F er et legeme (fx de reelle tal), udgør mængden Matm,n(F) et vektorrum over F, mht. til matrixaddition og skalarmultiplikation som defineret i afsnittene ovenover. Sammenholder man regnereglerne i disse afsnit med kravene til et vektorrum, vil man hurtigt se dette.
Her er anden måde at overbevise sig selv om dette. Forestil dig, at man i stedet for at skrive indgangene i en matrix A op i en rektangulær tabel, blot skriver indgange i en lang liste. Altså A ∈ Matm,n(F) skrives som
A = (a11, a12, ..., a1n, a21, a22, ..., amn).
Nu ser man, at Matm,n(F) i virkeligheden blot er Fm⋅n i forklædning. Addition og skalarmultiplikation er jo defineret på præcis samme måde.
Dette kan generaliseres til tilfældet Matm,n(R), hvor R er en ring. Her bliver det dog i stedet til et R-modul.
Vektorrummet Matn(F) over legemet F udgør sammen med matrixmultiplikation et typisk eksempel på en (endelig dimensional) legemsalgebra. Det er altså et vektorrum, hvor der samtidig er defineret en måde at "gange" vektorer sammen.

### Matricer som lineære afbildninger
Lad i dette afsnit F være et legeme (fx de reelle tal), og lad A være en matrix i Matm,n(F). Nu ligger Av i vektorrumet Fn for alle vektorer v i vektorrummet Fm. Altså kan man definere en funktion f: Fm → Fn ved
f(v) = Av.
Dette bliver en lineær funktion, da
f(av + bw) = A(av + bw) = A(av) + A(bw) = aAv + bAw = af(v) + bf(w),
for alle a, b ∈ F og v, w ∈ Fm. Alle matricer A ∈ Matm,n(F) beskriver således en lineær afbildning mellem Fm og Fn. Denne afbildning skriver man typisk TA, da man traditionelt kalder det en lineær transformation. Omvendt kan det også vises, at alle lineære funktioner (transformationer) mellem Fm og Fn kan skrives som TA for et A ∈ Matm,n(F). Mængden af matricer Matm,n(F) udgør altså i en hvis forstand alle lineære afbildninger mellem Fm og Fn.
Dette er ekstra smart, da det også kan vises, at alle endeligt dimensionale vektorrum over et legeme F er isomorf til Fn hvor n er dimensionen af vektorrummet. Det vil altså sige, at hvis f er en vilkårlig lineær afbildning, mellem to vektorrum V og W af henholdsvis dimension m og n, så findes der en matrix A ∈ Matm,n(F), så det at bruge f på en vektor i V svarer til at gange med matricen A i det tilsvarende vektorrum Fm.
Her er et eksempel på dette. Lad P(n) betegne alle polynomier af grad n eller mindre, med reelle koefficienter. Dette udgør et reelt vektorrum af dimension n + 1. Altså er det isomorf til vektorrumet Rn+1. En isomorfi er den, hvor polynomiet
a0 + a1x + ... + anxn ∈ P(n)
svarer til vektoren (a0, a1, ..., an) ∈ Rn+1.
Lad nu D: P(n) → P(n – 1) betegne funktionen
D(p) = p',
hvor p' her skal betyde den afledte af polynomiet p i P(n). Dette er en lineær funktion, da der generelt gælder, at (af + bg)' = af + bg for vilkårlige funktioner f og g. Altså findes nu en matrix A ∈ Matn+1,n(R), der "differentierer polynomier". Det skal forstås på den måde, at et polynomium i P(n) først skal laves om til en vektor i Rn+1, derefter ganger man med A, og når man så laver den fremkomne vektor tilbage til et polynomium, så er det minsandten det afledte polynomium.

### Matricer som en ring
Hvis R er en ring bliver Matn(R) igen til en ring, mht. matrixaddition og -multiplikation. Hvis R tilmed er en enhedsring, bliver Matn(R) også til en enhedsring, hvor et-elementet er identitetsmatricen af dimension n.

## Anvendelser

### Løsning af lineære ligninger
I lineær algebra indgår brug af matricer til at løse flere lineære ligninger med flere ubekendte. Generelt kan man skrive et system af m lineære ligninger med n ubekendte som:
{\displaystyle {\begin{matrix}a_{11}x_{1}+a_{12}x_{2}+\ldots +a_{1n}x_{n}&=&b_{1}\\a_{21}x_{1}+a_{22}x_{2}+\ldots +a_{2n}x_{n}&=&b_{2}\\\vdots &=&\vdots \\a_{m1}x_{1}+a_{m2}x_{2}+\ldots +a_{mn}x_{n}&=&b_{m}\end{matrix}}}
Her er aij og bi alle tal i et legeme F (fx de reelle tal), og x1, ..., xn er de ubekendte.
To vektorer i Fn er ens, hvis og kun hvis alle deres koordinater er ens. Altså kan det samme ligningssystem skrives på vektorform som
{\displaystyle {\begin{pmatrix}a_{11}x_{1}+a_{12}x_{2}+\ldots +a_{1n}x_{n}\\a_{21}x_{1}+a_{22}x_{2}+\ldots +a_{2n}x_{n}\\\vdots \\a_{m1}x_{1}+a_{m2}x_{2}+\ldots +a_{mn}x_{n}\end{pmatrix}}={\begin{pmatrix}b_{1}\\b_{2}\\\vdots \\b_{m}\end{pmatrix}}}
Venstresiden af denne ligning ligner meget et matrixprodukt, og det er det faktisk, for forrige ligning kan nemlig skrives som:
{\displaystyle {\begin{pmatrix}a_{11}&a_{12}&\ldots &a_{1n}\\a_{21}&a_{22}&\ldots &a_{2n}\\\vdots &\vdots &\ddots &\vdots \\a_{m1}&a_{m2}&\ldots &a_{mn}\end{pmatrix}}{\begin{pmatrix}x_{1}\\x_{2}\\\vdots \\x_{n}\end{pmatrix}}={\begin{pmatrix}b_{1}\\b_{2}\\\vdots \\b_{m}\end{pmatrix}}}
Ethvert lineært ligningssystem med m ligninger og n ubekendte kan altså skrives på matrixform, som Ax = b, hvor A ∈ Matm,n(F) er matricen (aij), b ∈ Fm er matricen på højre side, og x = (x1, x2, ..., xn) ∈ Fn er den ubekendte vektor.
Som et eksempel svarer ligningen
{\displaystyle H\mathbf {x} ={\begin{pmatrix}3&8&2\\4&9&7\end{pmatrix}}{\begin{pmatrix}x_{1}\\x_{2}\\x_{3}\end{pmatrix}}={\begin{pmatrix}3\\4\end{pmatrix}}}
til ligningssystemet
{\displaystyle {\begin{matrix}3x_{1}+8x_{2}+2x_{3}&=&3\\4x_{1}+9x_{2}+7x_{3}&=&4\end{matrix}}}
Hvis alle {\displaystyle b_{1},b_{2},...,b_{n}} er lig med nul kaldes systemet for homogent, mens det kaldes for inhomogent, hvis dette ikke er tilfældet.
Lad os vende tilbage til det generelle tilfælde Ax = b. Ved en række simple operationer på A og b kan man komme frem til en situation, hvor man rimeligt nemt kan aflæse alle de eventuelle løsninger til det originale ligningssystem. Fx Den såkaldte Gauss-elimination opkaldt efter Carl Friedrich Gauss